# Norberto Raffo
Norberto Santiago Raffo (Avellaneda, 27 de abril de 1939 - Buenos Aires, 16 de diciembre de 2008) fue un futbolista argentino que se desempeñó como delantero. Fue una leyenda en Racing Club, donde integró el histórico equipo dirigido por Juan José Pizzuti que se consagró campeón de la Copa Libertadores y la Copa Intercontinental en 1967.
Con 14 goles en la Copa Libertadores de América —máximo goleador de la edición 1967— y uno en la Copa Intercontinental, fue el máximo goleador de Racing Club en competiciones internacionales hasta el 19 de agosto de 2025, cuando fue superado por Maravilla Martínez.

## Carrera

### Como jugador

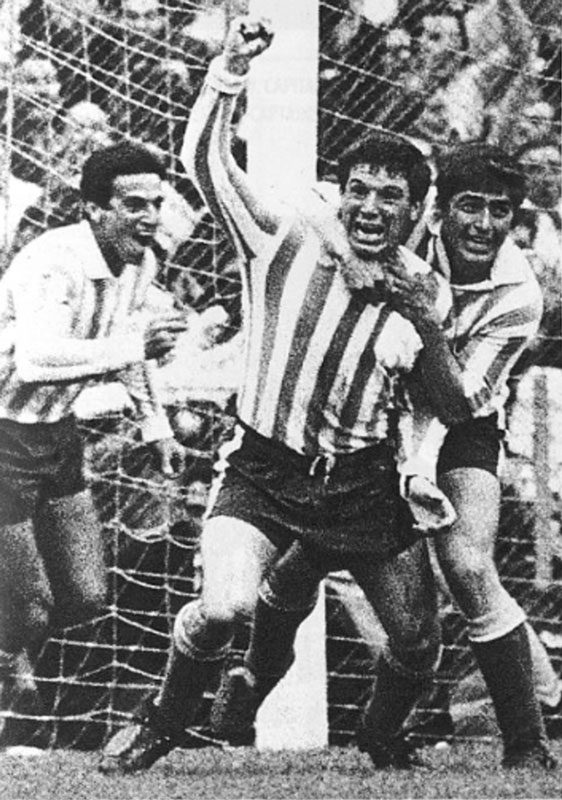
Raffo (Racing) festeja su gol contra el Celtic en Avellaneda. 1 de noviembre de 1967.

Norberto Raffo nació el 27 de abril de 1939 en Avellaneda, Argentina. Debutó profesionalmente en el Club Atlético Independiente en 1960. Al año siguiente, se transladó al Club Atlético Banfield, donde anotó 68 goles en 180 partidos entre 1960 y 1965, convirtiéndose en uno de los mayores goleadores en la historia del «Taladro».
En 1967 llegó al Racing Club de Avellaneda como refuerzo del entrenador Juan José Pizzuti. De esta manera, comenzó a integrar las filas del Equipo de José. En la Copa Libertadores anotó 14 goles, convirtiéndose en el máximo goleador de la edición. En la final del certamen, convertiría un gol en la victoria 2 a 1 ante Nacional, logrando que su equipo se consagrara campeón de América.
Aquel mismo año, señaló un importante gol en el partido de vuelta de la Copa Intercontinental frente al Celtic. En total, hasta 1969, disputó 69 partidos y anotó 26 goles para Racing.
Fue jugador de Atlanta, Lanús y Altos Hornos Zapla en Argentina, de Huachipato en Chile, y jugó para América de Cali en Colombia.
| Club               | País      | Año         |
| ------------------ | --------- | ----------- |
| Independiente      | Argentina | 1960        |
| Banfield           | Argentina | 1961 - 1966 |
| Racing Club        | Argentina | 1967 - 1969 |
| Atlanta            | Argentina | 1969 - 1970 |
| América de Cali    | Colombia  | 1970 - 1971 |
| Lanús              | Argentina | 1972        |
| Huachipato         | Chile     | 1973        |
| Altos Hornos Zapla | Argentina | 1973        |

### Como director técnico
Norberto Raffo dirigió varios clubes argentinos, los más destacados son Lanús (en varias ocasiones) y Banfield. Los otros clubes que dirigió son Argentino de Quilmes, El Porvenir, Gimnasia y Esgrima de Jujuy, Altos Hornos Zapla y Talleres de Remedios de Escalada.
También se hizo cargo del equipo juvenil de Lanús entre 1987 y 1996.

## Participaciones en Copas América
| Mundial           | Sede    | Resultado  |
| ----------------- | ------- | ---------- |
| Copa América 1967 | Uruguay | Subcampeón |

## Títulos como jugador

### Títulos locales
| Título                | Equipo (*)         | País      | Año  |
| --------------------- | ------------------ | --------- | ---- |
| Primera División      | Independiente      | Argentina | 1960 |
| Primera B             | Banfield           | Argentina | 1962 |
| Primera División      | Racing Club        | Argentina | 1966 |
| Primera B             | Lanús              | Argentina | 1972 |
| Liga Jujeña de Fútbol | Altos Hornos Zapla | Argentina | 1973 |

### Títulos internacionales
| Título                | Equipo      | Sede       | Año  |
| --------------------- | ----------- | ---------- | ---- |
| Copa Libertadores     | Racing Club | Santiago   | 1967 |
| Copa Intercontinental | Racing Club | Montevideo | 1967 |

### Distinciones individuales
| Distinción                                              | Año         |
| ------------------------------------------------------- | ----------- |
| Máximo goleador de la Copa Libertadores (14 goles)      | 1967        |
| Máximo goleador internacional de Racing Club (15 goles) | 1967 - Act. |